# Santa Cruz FC (Rio Grande do Norte)
Santa Cruz FC  is een Braziliaanse voetbalclub uit Natal (Brazilië) in de staat Rio Grande do Norte. 

## Geschiedenis
De club werd opgericht in 1934 als Santa Cruz EC. Tussen 1935 en 1966 speelde de club 27 jaar in het Campeonato Potiguar en werd staatskampioen in 1943. De club verdween lange tijd, maar werd intussen heropgericht als Santa Cruz FC en begon in 2015 opnieuw in de tweede klasse, waar ze vicekampioen werden achter ASSU. In 2016 werd de club kampioen en promoveerde zo terug naar de hoogste klasse.
Na een rustig eerste seizoen werd de club in 2018 derde waardoor ze zich voor de Copa do Brasil en Série D van 2019 plaatsten.

## Erelijst
Campeonato Potiguar
1943